# Cantone di Estrées-Saint-Denis
Il Cantone di Estrées-Saint-Denis è una divisione amministrativa dell'arrondissement di Compiègne e dell'arrondissement di Clermont.
A seguito della riforma approvata con decreto del 20 febbraio 2014, che ha avuto attuazione dopo le elezioni dipartimentali del 2015, è passato da 15 a 71 comuni.

## Composizione
I 15 comuni facenti parte prima della riforma del 2014 erano:
- Arsy
- Canly
- Chevrières
- Estrées-Saint-Denis
- Le Fayel
- Francières
- Grandfresnoy
- Hémévillers
- Houdancourt
- Lachelle
- Longueil-Sainte-Marie
- Montmartin
- Moyvillers
- Remy
- Rivecourt

Dal 2015 i comuni appartenenti al cantone sono i seguenti 71:
- Antheuil-Portes
- Arsy
- Avrigny
- Bailleul-le-Soc
- Baugy
- Belloy
- Biermont
- Blincourt
- Boulogne-la-Grasse
- Braisnes-sur-Aronde
- Canly
- Cernoy
- Chevrières
- Choisy-la-Victoire
- Coivrel
- Conchy-les-Pots
- Coudun
- Courcelles-Epayelles
- Cressonsacq
- Crèvecœur-le-Petit
- Cuvilly
- Domfront
- Dompierre
- Épineuse
- Estrées-Saint-Denis
- Le Fayel
- Ferrières
- Francières
- Le Frestoy-Vaux
- Giraumont
- Godenvillers
- Gournay-sur-Aronde
- Grandfresnoy
- Grandvillers-aux-Bois
- Hainvillers
- Hémévillers
- Houdancourt
- Lataule
- Léglantiers
- Longueil-Sainte-Marie
- Maignelay-Montigny
- Margny-sur-Matz
- Marquéglise
- Ménévillers
- Méry-la-Bataille
- Monchy-Humières
- Montgérain
- Montiers
- Montmartin
- Mortemer
- Moyenneville
- Moyvillers
- Neufvy-sur-Aronde
- La Neuville-Roy
- La Neuville-sur-Ressons
- Orvillers-Sorel
- Le Ployron
- Pronleroy
- Remy
- Ressons-sur-Matz
- Ricquebourg
- Rivecourt
- Rouvillers
- Royaucourt
- Sains-Morainvillers
- Saint-Martin-aux-Bois
- Tricot
- Vignemont
- Villers-sur-Coudun
- Wacquemoulin
- Welles-Pérennes